# 대한민국 민사소송법 제10조
대한민국 민사소송법 제10조는 선원·군인·군무원에 대한 특별재판적에 대한 민사소송법 조문이다.

## 조문
제10조(선원·군인·군무원에 대한 특별재판적) (1) 선원에 대하여 재산권에 관한 소를 제기하는 경우에는 선적(船籍)이 있는 곳의 법원에 제기할 수 있다.
(2) 군인·군무원에 대하여 재산권에 관한 소를 제기하는 경우에는 군사용 청사가 있는 곳 또는 군용 선박의 선적이 있는 곳의 법원에 제기할 수 있다.

## 참조조문
제31조(전속관할에 따른 제외) 전속관할(專屬管轄)이 정하여진 소에는 제2조, 제7조 내지 제25조, 제29조 및 제30조의 규정을 적용하지 아니한다.

## 비교 조문
일본 민사소송법 제5조(재산권상의 소송에 대한 관할)
다음 각호에 열거한 소송은, 각각 당해 각호에 정해진 지역을 관할하는 재판소에 제기할 수 있다.
三. 선박에 대한 재산권에 관한 소 : 선적(船籍)의 소재지

## 같이 보기
- 선원법
- 선박법